# Albert Brinckhuyzen
Albert Brinckhuyzen (* 1911 in Bressoux, Lüttich; † nach 1982) war ein belgischer Jazzmusiker (Posaune).

## Leben und Wirken
Albert Brinckhuyzen lernte zunächst Piano und Solfège und hatte Unterricht in Harmonielehre um Musikkonservatorium Lüttich. 1925 begann er als Pianist in Bistros mit Novelty-Nummern aufzutreten. Als Posaunist arbeitete er dann im Orchester von Marcel Bellis, dann bei D.D. Prenten in Lüttich. Unter dem Eindruck des Hot Jazz von Miff Mole und Jack Teagarden entschied er sich, als professioneller Musiker zu arbeiten; es folgten Engagements mit großen Tanzorchestern, 1930 bei Oscar Thisse. 1932 fand er – als einziger Lütticher Musiker – Erwähnung in Robert Goffins Buch Aux frontièrs de jazz.
Von 1932 bis 1942 arbeitete Brinckhuyzen als Solist im Orchester von Jean Bauer, das ein Engagement im Rector's Club hatte und später in der Schweiz und den Niederlanden tourte. 1942 gehörte er dem Orchester von Jean Omer an, das im Brüssler Club Boeuf sur le Toit spielte; daneben nahm er mit dem Orchestern von Stan Brenders, Fud Candrix und Bobby Naret auf. Nach der Befreiung Belgiens spielte er bei Ernst van’t Hoff, 1945–50 bei Jeff De Boecks Internationals. Bei der Leserumfrage des Hot Club de Belgique war Brinckhuyzen zwischen 1946 und 1949 Spitzenreiter in der Kategorie Posaune. 1957 arbeitete er im Orchester von Francis Bay, ab 1959 im Orchester von Henri Segers, das für den BRT tätig war. 1968 wurde er in das Philharmonische Orchester des RTBF aufgenommen, in dem er acht Jahre wirkte. Nach 1976 arbeitete er weiterhin mit der BRT Big Band und mit der Brussels Big Band, bis er 1982 aus gesundheitlichen Gründen die Arbeit als Musiker aufgab.

## Lexikalischer Eintrag
- Émile Henceval: Dictionnaire du jazz à Bruxelles et en Wallonie. Liège: Pierre Mardaga, 1991, ISBN 9782870094686

| Personendaten    | Personendaten                    |
| ---------------- | -------------------------------- |
| NAME             | Brinckhuyzen, Albert             |
| KURZBESCHREIBUNG | belgischer Jazzmusiker (Posaune) |
| GEBURTSDATUM     | 1911                             |
| GEBURTSORT       | Bressoux, Lüttich                |
| STERBEDATUM      | nach 1982                        |